# Pont Alphonse-Normandin
Le pont Alphonse-Normandin est un pont couvert situé à Saint-Dominique-du-Rosaire. Il ne possède qu'une seule travée de 39,39 m de long et 5,11 m de large.

## Histoire
Il fut construit en 1950, ce qui en fait un des ponts couverts les plus jeunes du Québec. 

## Caractéristique
Ce pont a été assemblé à l'aide de quatre clous à la jonction des poutres au lieu des cinq clous habituelles. Il utilise une ferme de type Town élaboré.

## Toponyme
Le nom d'Alphonse Normandin venu dans la région en 1923.

## Couleur
Ce pont est rose avec les moulures blanches.